# Ostenfeld (Husum)
Ostenfeld (Husum) (dänisch: Østerfjolde oder auch Ostenfeld, friesisch: Aastenfäil, südjütisch: Østenfjolj) ist eine Gemeinde im Kreis Nordfriesland in Schleswig-Holstein.

## Geografie

### Geografische Lage
Das Gemeindegebiet von Ostenfeld erstreckt sich im Südosten der naturräumlichen Haupteinheit Bredstedt-Husumer Geest (Nr. 691) bis an den Lauf der Treene, dem Grenzfluss Nordfrieslands zum östlich benachbarten Kreis Schleswig-Flensburg. Östlich des Dorfes hebt sich mit dem Sandesberg das Geländerelief bis auf eine Höhe von mindestens 52 Meter über Normalhöhennull; der höchstgelegene Geländepunkt im Kreis Nordfriesland.

### Gemeindegliederung

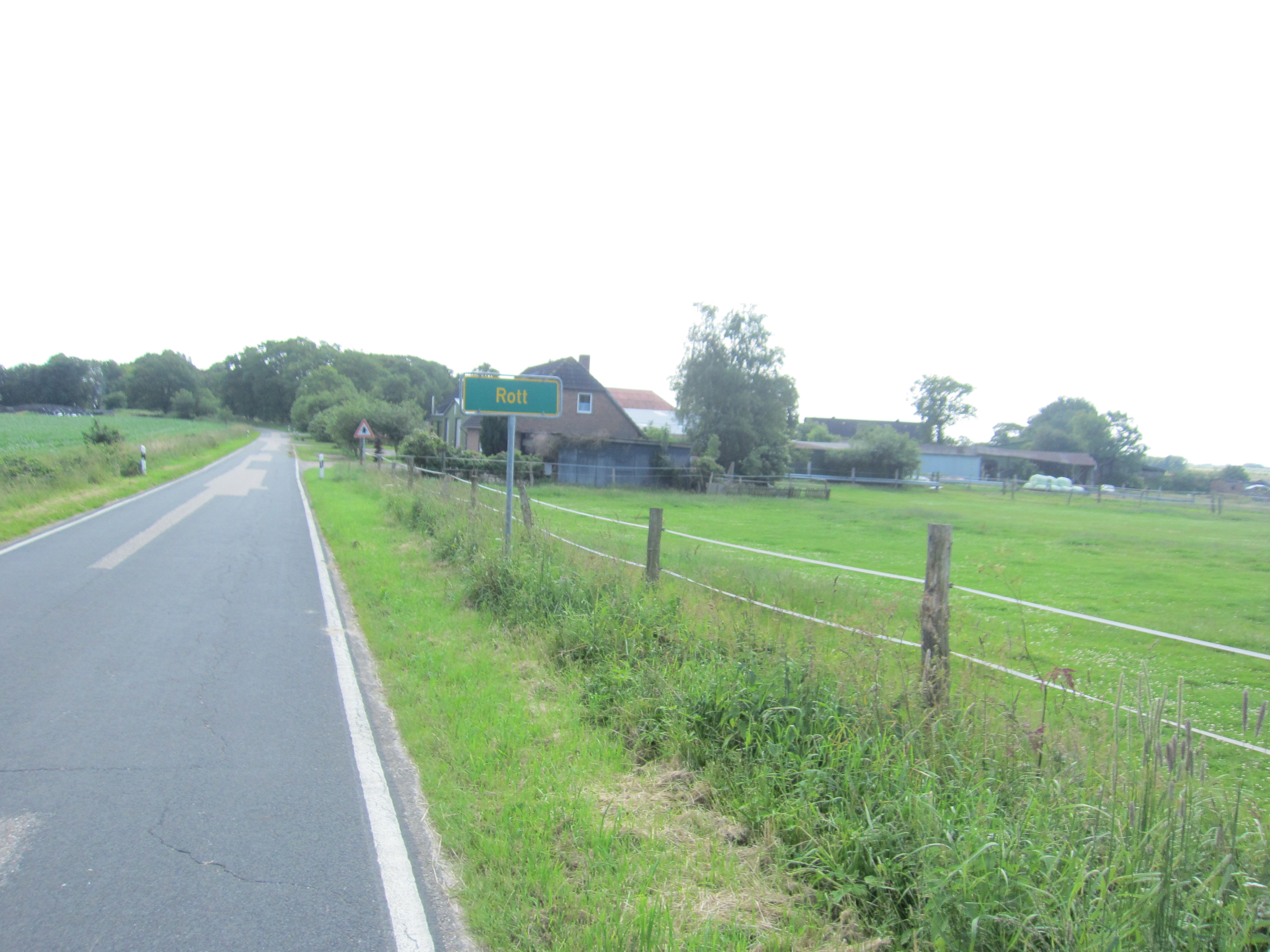
Rott, Ortsteil von Ostenfeld

Siedlungsgeographisch gliedert sich die Gemeinde in das namenstiftende Kirchdorf, die Häusergruppe Schmöl (dänisch Smøl) sowie die Streusiedlungen Rott (dänisch Rød) und Ostenfeldfeld.

### Nachbargemeinden
Unmittelbar angrenzende Gemeindegebiete von Ostenfeld sind:
|           | Wittbek                                     |                   |
| Oldersbek | Kompassrose, die auf Nachbargemeinden zeigt | Hollingstedt      |
| Winnert   |                                             | Dörpstedt, Wohlde |

## Geschichte
Der Ortsname Ostenfeld (Østerfjolde) ist 1352 erstmals schriftlich dokumentiert. Er beschreibt vermutlich die Lage des Ortes als östlich von Viöl (*østen æ Fjolj), wobei sich Fjolj/Fjolde (Viöl) nicht nur auf den Ort, sondern auch auf den Landstrich beziehen kann. Die Endung -feld zeigt eine frühe dt. Umdeutung des Grundwortes, anders als im heutigen dt. Ortsnamen Viöl. Fjolde selbst bedeutet etwa Außenmark, unkultiviertes Gebiet. Zum Teil wurde unter Verweis auf die mundartlich-jütländische Form von Ostenfeld (mdän. Øssenfjylj bzw. Østenfjolj) auch eine Verbindung zu Ochsen (Yssen) hergestellt.
Der Ortsname Rott (Rød) ist 1438 erstmals dokumentiert worden. Es könnte sich um eine Übernahme der dänischen Form für Rodung (altdän. *Ruth oder *Roth, mdän. *Roj) ins Niederdeutsche mit entsprechender Auslautverhärtung handeln, die aber auch in rein niederdeutschen Ortsnamen auftritt.
Der Ortsname Schmöl (Smøl) ist erstmals Ende des 18. Jahrhunderts dokumentiert. Er ist auch mehrfach nördlich der Grenze verbreitet und bezeichnet wahrscheinlich eine Brandrodung. Möglich ist auch eine Ableitung von altnord. smár- (≈klein, gering) und -bøl (≈Siedlung) für kleine Siedlung.
Drellborg (im Dt. auch Drellburg) ist erstmals 1570 dokumentiert und bedeutet Sklavenburg zu altdnord. þræll und altdän. thræll für Unfreier, Sklave, Knecht. Ähnliche Namen lassen im gesamten skandinavischen Raum nennen (vgl. þrælaborg bei Oslo oder Trelleborg in Skåne). Im heutigen Dänemark findet sich der Name etwa dreißigmal. Angenommen wurde auch eine metaphorische Bezeichnung von thrræl(l) für einen gebogenen Balken oder Pfeiler. Der Ortsname steht somit vermutlich mit einer früheren Burg in Verbindung, die jedoch noch nicht sicher nachgewiesen werden konnte.
Bis zum Deutsch-Dänischen Krieg 1864 war der Ort Zentrum des Kirchspiels Ostenfeld innerhalb der Südergoesharde im zu Dänemark gehörenden Herzogtum Schleswig. Nach Annexion der Herzogtümer Schleswig und Holstein durch Preußen wurde aus dem Gebiet des Kirchspiels Ostenfeld eine Kirchspielslandgemeinde gebildet. Sie umfasste die drei Dorfschaften Ostenfeld, Winnert und Wittbek.

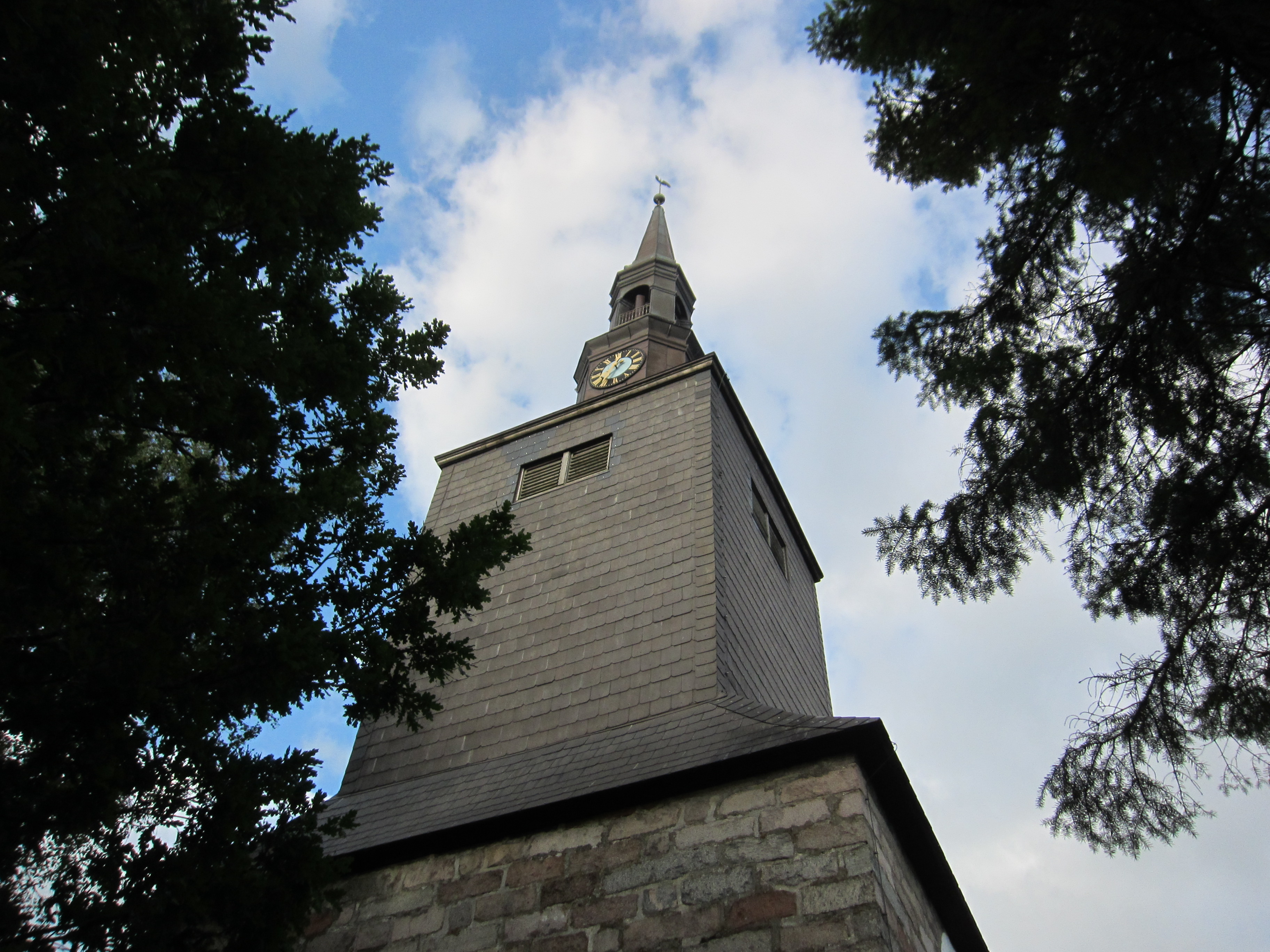
Kirche Ostenfeld (Husum)

Bei der in preußischer Zeit erfolgten Urvermessung für das Grundsteuerkataster, für welches das preußische Polygonnetz aus den Jahren 1873 bis 1875 zugrunde gelegt wurde, wurden neue Polygonzüge im Anschluss an die vorhandenen Punkte eingeschaltet. Zur Berechnung wurden für die Vermessungspunkte und die vermarkten Grenzpunkte im westlichen Schleswig-Holstein rechtwinklige Soldner-Koordinaten auf den Nullpunkt Ostenfeld, den Kirchturm von St. Petri, berechnet.
Nach Auflösung der Gutsbezirke wurde ein Teil des Forstgutsbezirks Gottorf in die Dorfschaft Ostenfeld eingegliedert.
Am 1. April 1934 wurden die Kirchspielslandgemeinden aufgelöst, und die Dorfschaften bilden seitdem eigenständige Landgemeinden, so auch der Hauptort Ostenfeld. Am 1. November 1970 wurde die Gemeinde Ostenfeld (Kreis Husum) amtlich in Ostenfeld (Husum) umbenannt.

## Politik

### Gemeindevertretung
Bei der Kommunalwahl am 14. Mai 2023 wurden insgesamt 13 Sitze vergeben. Von diesen erhielt die CDU sieben Sitze und die Allgemeine Wählergemeinschaft Ostenfeld sechs Sitze.

## Wappen
Blasonierung: „Über blauem, mit einem silbernen Wellenbalken abschließenden Wellenschildfuß in Gold eine rote Spitze, darin ein goldenes romanisches Taufbecken.“

## Kultur und Freizeit

### Sport
Der TSV Ostenfeld-Wittbek-Winnert ist der Breitensportverein des Ortes, u. a. in den Sparten Handball, Badminton, Tischtennis und Sportschützen.

## Wirtschaft und Verkehr

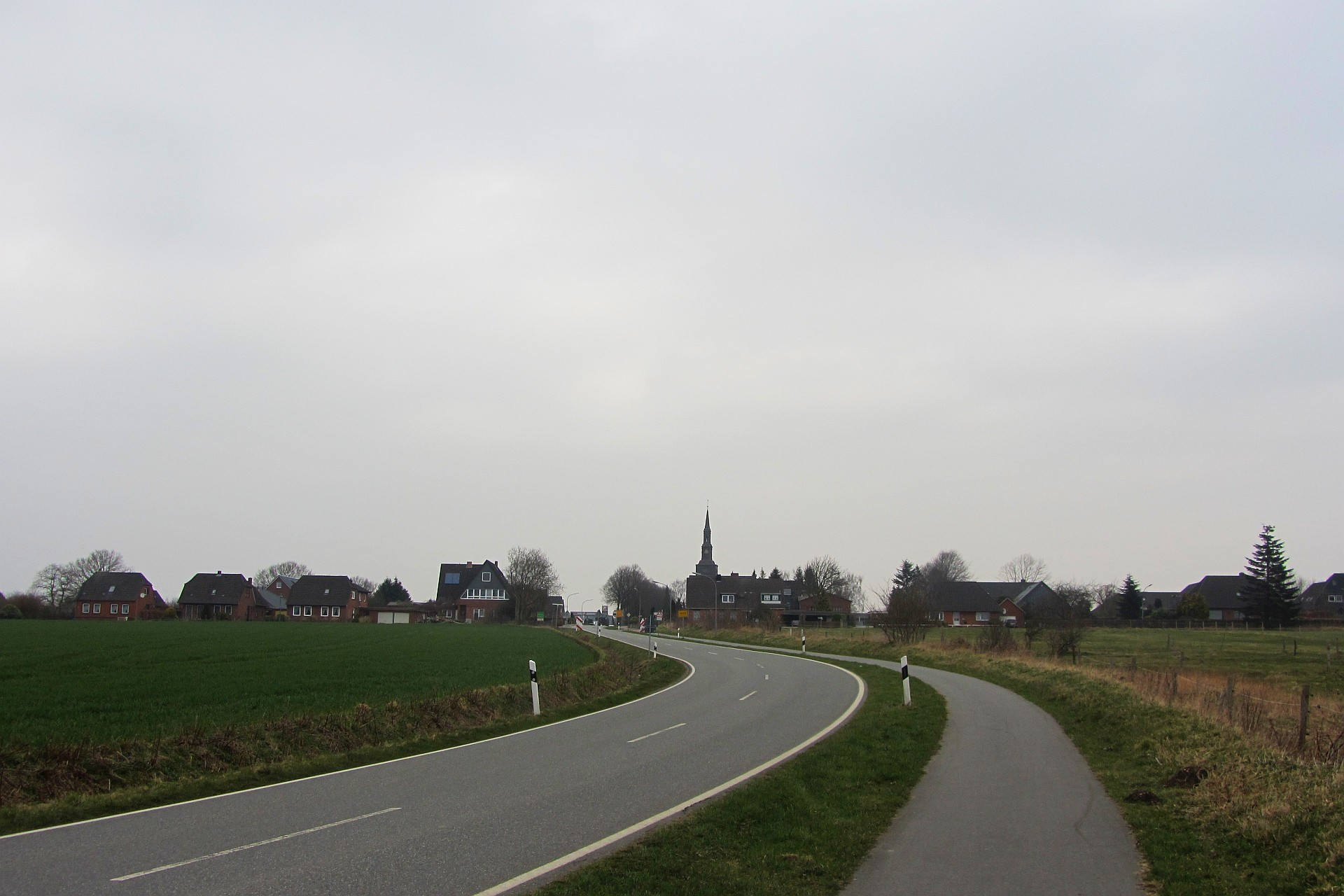
Ortseingang von Winnerter Straße aus gesehen

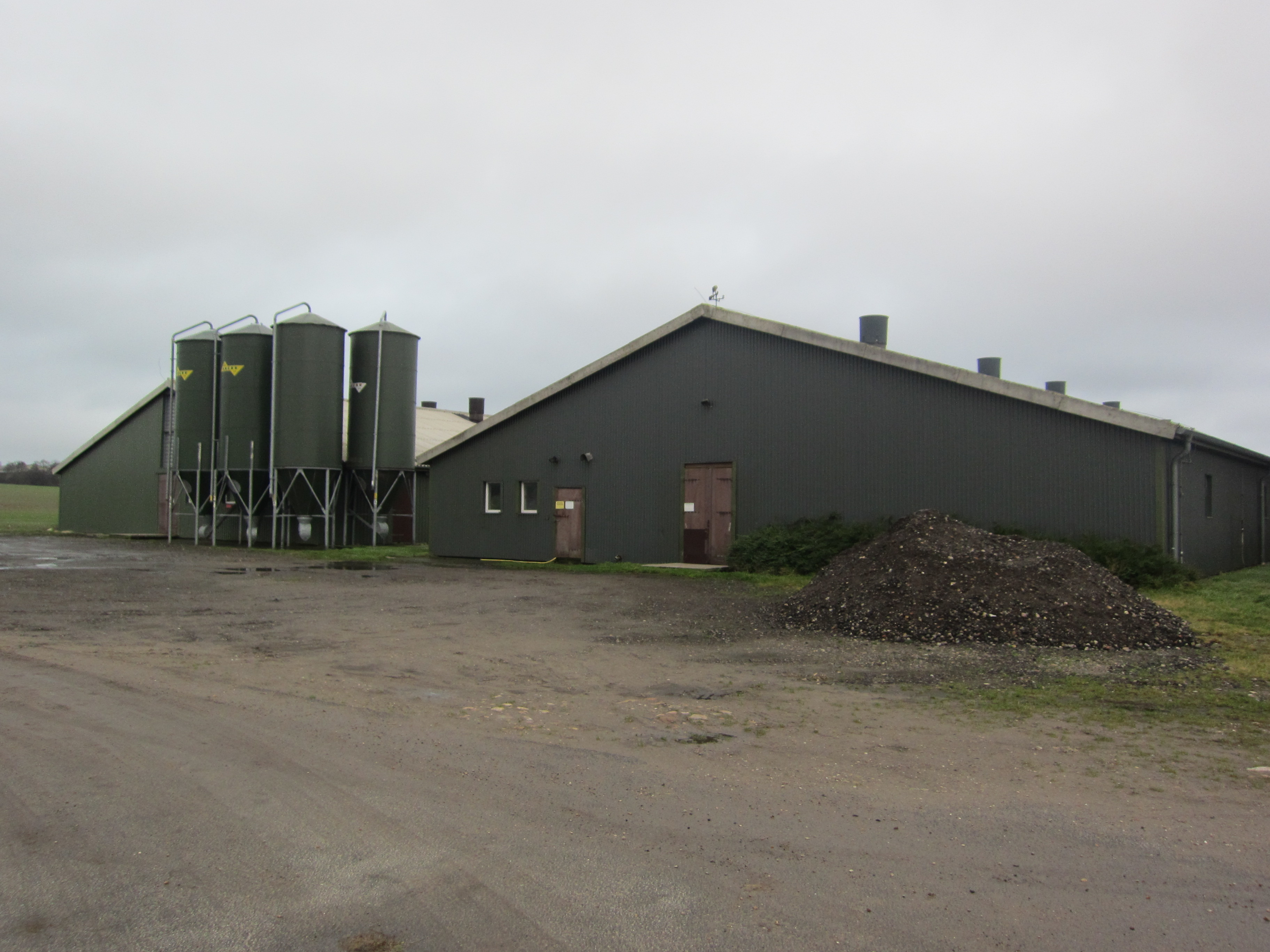
Schweinestall in Ostenfeld

In der Gemeinde haben sich viele Einzelhandels- und Dienstleistungsunternehmen angesiedelt.
Auf der gesamten Länge in Ost-West-Richtung führt die schleswig-holsteinische Landesstraße 37 durch das Gemeindegebiet von Ostenfeld. Sie bindet den motorisierten Individualverkehr in westlicher Richtung an die Bundesstraße 5 im Zuge der östlichen Ortsumgehung von Husum, sowie ins Stadtzentrum der nordfriesische Kreisstadt, in östlicher Richtung an die Landesstraße 39 in Dörpstedt an.

## Sehenswürdigkeiten
- Liste der Kulturdenkmale in Ostenfeld (Husum)